# Silke Hinrichsen
Silke Hinrichsen (5. februar 1957 – 8. marts 2012 ) var en dansk-sydslesvigsk politiker, der repræsenterede Sydslesvigsk Vælgerforening (SSW). Hinrichsen var uddannet advokat og boede de sidste år i sin hjemby Flensborg.
Silke Hinrichsen har siden 1975 været medlem af Sydslesvigsk Vælgerforening. Mellem 1990 og 2000 var hun medlem af Flensborg byråd. I 2000 blev hun for første gang valgt i den slesvig-holstenske landdag, men måtte igen forlade parlamentet efter stemmetabene i 2005. I 2009 blev hun igen valgt ind i landdagen. Hun var til sidst SSW-gruppens stedfortrædende formand. Hendes fagområder var indenrigs-, justits- og kvindepolitik. Silke Hinrichsen blev 55 år.

## Eksterne links
- Silke Hinrichsens hjemmeside Arkiveret 11. marts 2012 hos  Wayback Machine
- SSW landdagsgruppe (Webside ikke længere tilgængelig)